# 菊池氏 (伯耆国)
菊池氏（きくちし）は、日本の氏族のひとつで伯耆国の国人領主。

## 経歴
菊池氏は伯耆国会見郡に本拠を置く、出雲国出身の国人領主である。菊池氏は同じく会見郡の尾高城を拠点とする有力国人の行松氏被官であり、行松氏の重臣として仕えていた。明応元年（1492年）には菊池肥前守が被官として見える。永正年間に入り、尼子氏が伯耆へ進出し、山名澄之が守護に就いた際に菊池氏は主君の行松氏と対立、行松氏より離れた菊池氏は尼子氏陣営に入った。その後、永禄初期に毛利方の杉原盛重に降伏、永禄6年（1563年）3月8日前には再び行松氏の下へ復帰した。天正年間に行松氏が毛利氏より離れ、南条氏を頼って尾高城の回復に奔走した際にも菊池玄蕃頭の名が見えている。